# Бара (Њамц)
Бара (рум. Bâra) насеље је у Румунији у округу Њамц у општини Бара. Oпштина се налази на надморској висини од 206 m.

## Становништво
Према подацима из 2011. године у насељу је живело 4436 становника.